# Перге

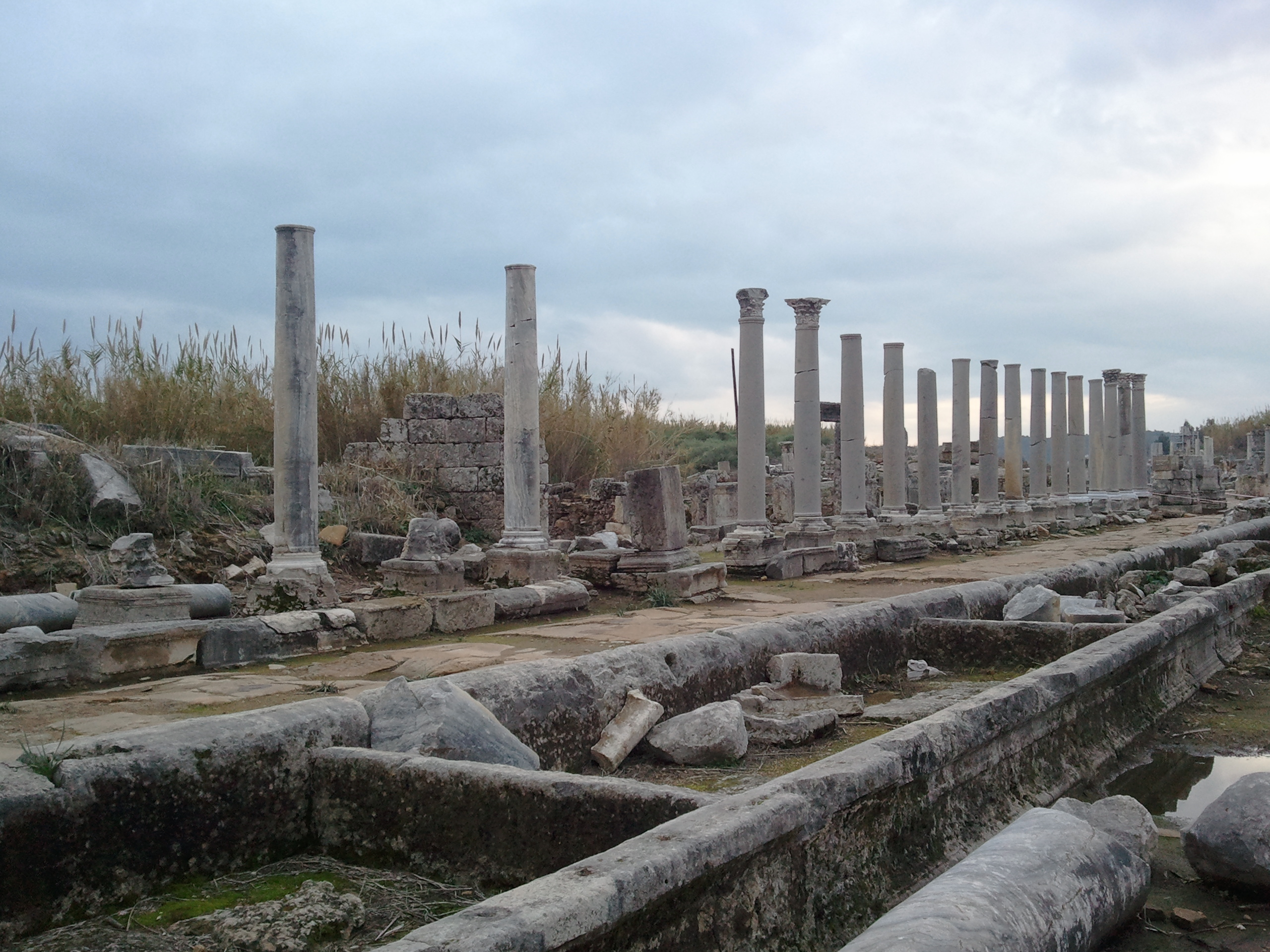
Великий колонний проспект Перге з розташованим посередині водовідним каналом

Перге (грец. Πέργη, тур. Perge) — античне місто-держава (поліс) в історичній області Памфілія в Малій Азії (зараз — іл Анталія, Республіка Туреччина), порт на річці Кестрос (сучасна Аксу). Місто існувало з X ст. до н. е. по VIII ст. н. е. В античні та візантійські часи Перге було відоме як важливий економічний релігійний та культурний центр Памфілії. В добу Римської імперії Перге було адміністративним центром провінції Лікія-Памфілія. В цей час місто перетворюється на найбагатше та наймогутніше місто регіону. На сьогодні залишки стародавнього міста знаходяться приблизно в 15 км від м. Анталія та 2 км від м. Аксу. В Перге прекрасно збереглися театр та стадіон (одина з найбільших та найкраще збережених пам'яток такого роду в регіоні східного середземномор'я), терми, агора та великий колонний проспект. В музеї Анталії зберігається велика колекція скульптури та саркофагів з Перге.